# ムスチスラフ・ケルディシュ
ムスチスラフ・フセヴォロドヴィチ・ケルディシュ（ロシア語: Мстисла́в Все́володович Ке́лдыш, ラテン文字転写: Mstislav Vsevolodovich Keldysh、1911年1月28日〈新暦2月10日〉- 1978年6月24日）は、ソビエト連邦の数学者で、宇宙開発や計算機科学をはじめとするソ連科学の発展に重要な役割を果たした指導者として知られる。
ケルディシュは、モスクワ大学物理数学部を卒業し、中央航空流体力学研究所 (TsAGI) 、ソビエト連邦科学アカデミー数学研究所、モスクワ大学などで様々な研究を行った。その後、「宇宙航行の主席理論家」としてソビエト連邦の宇宙開発における科学技術の発展に多大な貢献を果たした。ソビエト連邦科学アカデミー応用数学研究所の創設者で、終生その所長を務めた。1961年から1975年まで14年間、ソビエト連邦科学アカデミーの総裁職にあり、全般的なソ連科学の発展に尽力。生涯で3度、社会主義労働英雄を授与されている。

## 生涯

### 家族・生い立ち
ケルディシュは、1911年1月28日（ユリウス暦、グレゴリオ暦では2月10日）に当時はロシア帝国領だったリガで、父フセヴォロド・ミハイロヴィチ、母マリア・アレクサンドロヴナの間に7人きょうだいの5番目として生まれた。父方の祖父は軍医、母方の祖父は砲兵であったが、いずれも軍の要職にあり、故にケルディシュ家はロシア帝国で貴族階級に属していた。ケルディシュはその出自に誇りを持ち、書類等にも貴族出身であることを隠さず記していたという。
フセヴォロドは土木工学者で、リガ工科大学で兼任教授を務めており、後にソ連建設・建築アカデミーで副総裁にまでなった人物。マリアは子供達の養育に専念し、ケルディシュのきょうだいは皆、マリアから初等教育を受け、ドイツ語やフランス語、音楽の素養を身に着けた。
ケルディシュの7歳上の姉リュドミラは集合論などで業績を上げた数学者、4歳上の兄ユーリーは音楽学者、8歳下の妹ヴェラは航空力学に才のある科学者となっている。リュドミラの子供達（ケルディシュの甥）にも優秀な科学者がおり、リュドミラの長男はフランツ・ケルディシュ効果の発見などで知られる物理学者レオニード・ケルディシュ、三男はフィールズ賞受賞者のセルゲイ・ノヴィコフである。
ケルディシュが生まれた当時、一家は父が教鞭をとる大学のあるリガで暮らしていた。1915年、ドイツ軍がラトビアに侵攻してきたため、ケルディシュ家も疎開し、モスクワへ移り住んだ。その際父は大学教授の職を失い、モスクワには伝手もなかったため、一家の生活は苦しかった。食料に事欠き、食卓に揚げタマネギしか載らなかったこともあったという。1919年に父が、開学間もないイヴァノヴォ・ヴォズネセンスク工科大学の教員となり、一家もイヴァノヴォ・ヴォズネセンスクに移って、漸く生活が安定した。

### 少年時代
ケルディシュは、イヴァノヴォ・ヴォズネセンスク時代から学校に通い始めた。1923年に一家がモスクワへ戻ると、第7学校で中等教育を受けた。この頃からケルディシュは父と同じ道を志すようになった。父は大学で土木工学を教える一方で、建設現場での設計・監督にも携わっており、モスクワ地下鉄やモスクワ運河などの建設を手掛けた。大学を離れて現場を飛び回ることもあった父に従って、ケルディシュも夏休みになると建設現場を尋ねては雑用係として働き、学校でも建築を専攻した。
1927年、中等教育学校を卒業したケルディシュは、土木工学者を目指して父も教鞭をとっていたモスクワ高等技術学校を志望したが、かなわなかった。ケルディシュの入学が認められなかったのは、当時まだ16歳で年齢が不足していたためだといわれるが、ケルディシュの出自が貴族階級であることが疎んじられたという説もある。志望校を諦めざるを得なかったケルディシュは、モスクワ大学で数学を学んだ姉リュドミラの勧めで、モスクワ大学物理数学部に入学した。モスクワ大学でケルディシュは、後に共同研究者であり生涯の友人となるミハイル・ラヴレンチェフと出会った。

### TsAGI時代
1931年、モスクワ大学を卒業したケルディシュは、ラヴレンチェフの薦めで中央航空流体力学研究所 (TsAGI) に職を得た。モスクワ大学でケルディシュの才能を知っていたニコライ・ルージンなどは、ケルディシュが純粋数学に専念せず、応用分野に傾注することを嘆いていたという。
当時TsAGIでは、所長のセルゲイ・チャプルィギンが主宰し、研究所の気鋭の科学者、技術者が集まるセミナーが定期的に開かれており、ケルディシュもそれに参加した。ケルディシュは、深い洞察力と頭の回転の速さで、すぐに頭角を現した。TsAGIには、手本となる科学者が大勢身近にいたが、特にチャプルイギンは世話役としての能力に長け、ケルディシュの後半生における優れた手本となった。
TsAGIでの最初の数年、ケルディシュは航空力学、流体力学、複素解析、ポテンシャル論、微分方程式論などの基礎研究に打ち込み、多数の論文を発表した。
1930年代後半になると、ケルディシュは航空機でその頃新たに問題となっていた危険な現象である、フラッタ現象の研究に集中して取り組んだ。フラッタ現象は、航空機の飛行速度が臨界を超えると、翼に振幅が増大し続ける振動が発生する現象で、翼が破壊され大事故になる恐れがある。その当時の空気力学の理論では、振動している有限長の翼に作用する力を正確に決定し、その方程式を解くことはできなかった。これに対しケルディシュらは、問題を定式化できるように単純化するための、最適な近似方法を見出し、更に既存の演算能力で数値解析を実行してその解を得られる計算手法を編み出した。この結果に基づいて構築した模型により、風洞実験でフラッタ現象が再現され、フラッタを抑制する単純かつ信頼性の高い方法を確立する基礎となった。この一連の成果によって、ソ連ではフラッタが原因の事故で喪失した航空機の数が、同時期のドイツより一桁少なかったともいわれる。ケルディシュは、フラッタ問題克服の功績により、1942年にスターリン賞を受賞している。
フラッタ問題の研究をまとめた後、ケルディシュはTsAGIでその成果を生かし、TsAGIが開発製造する様々な製品の振動問題の試験、対策に当たった。そして、フラッタとは別の航空機の深刻な振動問題、シミー現象に取り組んだ。シミーは、航空機の三輪式着陸装置の前輪に生じる激しい首振り振動で、やはり航空機にとっては危険な現象である。シミーのデータを蓄積し、その特性を理解する試みは始まっていたが、シミーが発生する原理の理論化は難航していた。ケルディシュは、転がるタイヤが安定性を失う、数学に裏付けられた物理的な仕組みの基礎的な理論の構築に成功し、シミーの発生を防止する簡潔な方法の開発へ道筋をつけた。シミー現象解明の功績により、ケルディシュは1946年に2度目のスターリン賞を受賞した。

### 数学者として
TsAGIで航空力学上重要な研究に従事する一方で、ケルディシュは1934年、科学アカデミー数学研究所に籍を置き、博士課程の研究を行った。数学研究所では、主に複素解析や微分方程式論を修め、1938年に理学博士号を取得した。この時に学んでいた関数近似理論は、TsAGIでの仕事にも役立った。博士課程修了後も、主にラヴレンチェフと共同で数学の研究を続け、論文をいくつも発表している。ケルディシュの業績の主なものとしては、ルンゲの定理として知られる多項式近似の完全な結果を求め、後にメルゲルヤンの定理によって一般化される足掛かりを作ったこと、ディリクレ問題の一般化された解を与えたこと、などが挙げられる。数学研究所で行った研究の主題は、純粋数学の領域に属するものだが、研究の動機は航空流体力学における仕事で得た発想によるものであった。
また、博士号を得たケルディシュは、1942年からモスクワ大学教授の職に就き、大学・大学院での講義や学生の指導にも力を入れた。モスクワ大学の教授は、1953年まで務めた。

### 科学アカデミー会員として
ケルディシュは、1943年にソビエト連邦科学アカデミーの通信会員となり、1946年には35歳という若さで科学アカデミー正会員に選出された。その年の12月には、ケルディシュは15年勤めたTsAGIを離れ、航空工業省傘下の第1研究所 (NII-1) の所長に就任する。以後、ケルディシュの活動は、一研究者としての活動よりも、研究の世話役、組織の指導者としての活動に重心が移っていった。
科学アカデミー数学研究所では、1944年に新設された力学部の部長に就任し、1953年までそれを務めた。1953年、ケルディシュは数学研究所に、新たに応用数学部を創設し、その部長となった。応用数学部は1966年には数学研究所から独立して応用数学研究所となり、ケルディシュがそのまま所長を務めた。また、1953年にケルディシュは科学アカデミー幹部会入りし、以後は科学アカデミー幹部としての活動が更に目立つようになる。

### 計算機科学
ケルディシュは、電子計算機が科学技術の進歩を加速させる、その重要性に気付いていた最初期の人間の一人とされ、ソ連における計算機科学発展の先導者であった。ケルディシュ自身は直接計算機科学の研究を行っていないが、数学研究所のケルディシュ自身が率いる部門で電子計算機の活用を推進し、計算機の重要な「顧客」として利用した評価を計算機開発に還元することで、計算機科学の発展に大いに寄与した。ケルディシュらは、電子計算機を使用して国家的に優先度の高い課題に対処する大型科学計画、例えば核兵器開発、ミサイル防衛、宇宙航行、原子力開発などを、強力に支援していた。
ケルディシュは、計算機の運用に関する科学アカデミーの特別委員会で委員長を務め、1951年にソ連初の汎用電子計算機MESMを審査、採用を決定し、更にBESMとストレラの開発を承認した。ストレラの1号機は、ケルディシュが率いる数学研究所応用数学部に導入され、核物理学の複雑な問題を処理する計算を実行した。その一部始終を見届けたケルディシュは、電子計算機の重要性を高く評価したという。
ケルディシュは、電子計算機の開発拠点である精密機械・計算技術研究所が科学アカデミーから無線産業省へ移った後も、科学アカデミーの代表として委員会に参加し、第3世代の電子計算機（ES-EVMシリーズ）開発においては、IBM-360の複製を基にする計画を支持している。

### 核開発
ケルディシュは、早ければ原子爆弾開発計画の初期から、ソ連の核兵器開発に関わっていたとみられる。ケルディシュは、自身と指揮下の科学者集団の応用数学の能力を駆使して、原子爆弾の大気中での爆発結果の評価、弾道ミサイルの飛行力学、弾道弾の熱防御、複雑な核反応過程にまつわる多様な現象を把握し計算で再現するための物理的・数学的模型の構築など、核兵器の完成にとって重要な科学計画を支援する研究を多数行った。
1950年代になるとケルディシュは、熱核兵器の開発に携わる。科学アカデミー数学研究所の増員と、ケルディシュを部長とする応用数学部の設立が許可されたのも、RDS-6の開発に関する計算作業を強化する目的であった。科学アカデミーによる学術的な支援が大幅に強化され、数学者達が熱核兵器の計算的・理論的基礎付けに大きく貢献した。ケルディシュは、熱核兵器開発の専門委員会にも加わった。RDS-6の後、真の水爆であるRDS-37の開発においては、電子計算機を使った計算的・理論的基礎付けの役割は更に大きく、ケルディシュらが指導する数学者達の貢献は特に重要なものとなっていた。
RDS-37の成功を受け、ケルディシュはソ連の国防上の課題に特段の貢献があったとして、1956年に社会主義労働英雄を授与され、1957年にはレーニン賞を受賞している。

### 「宇宙航行の主席理論家」

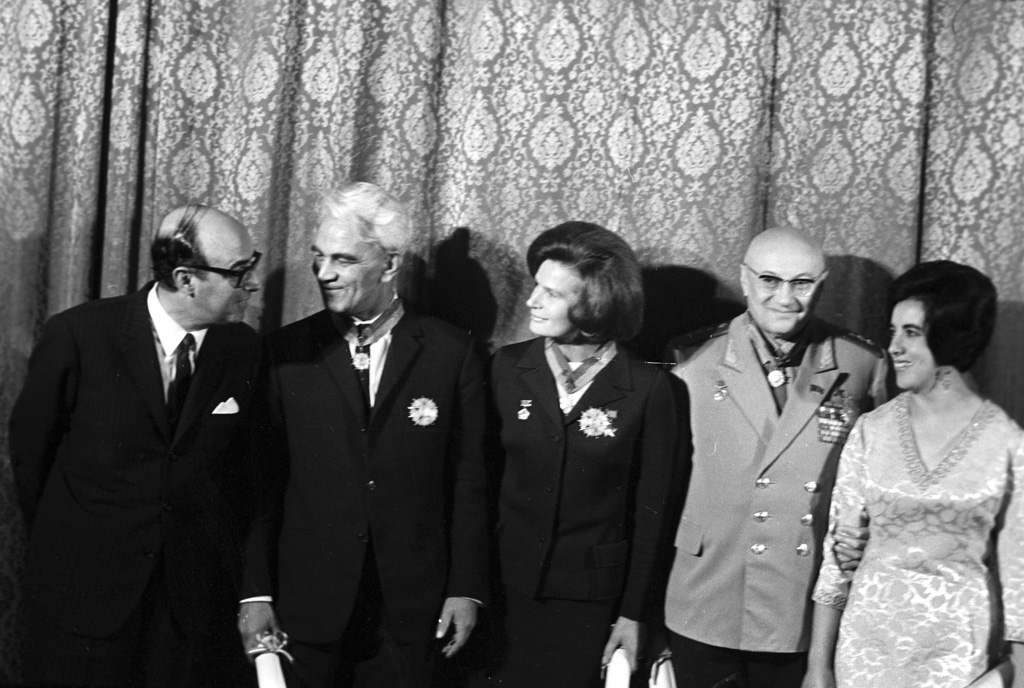
左から2人目がケルディシュ。中央は宇宙飛行士のワレンチナ・テレシコワ。1969年4月1日、アレクサンドル・ネヴェジン（Александр Невежин）撮影。出典: RIA Novosti

1947年、兵器省の主導で行われていたソ連のロケット開発に、科学アカデミーも協力することが決定。ケルディシュも、ロケット開発の中心だった第88研究所を訪れ、その活動に強い興味を持った。ケルディシュが所長となった第1研究所は、かつて反動推進研究所であった頃にロケット研究を担っていたが、その後改名、改組が相次ぎ、ロケット開発から航空機エンジン開発へ転向していた。ケルディシュは、第1研究所のロケット研究を再建すべく、広く人材を集め始めた。数学研究所で自身が率いる部門にも、意欲的な若手研究者を集め、その集団は陰で「ケルディシュ少年団」と呼ばれていたまたケルディシュは、第88研究所の顧問となり、そこでセルゲイ・コロリョフと知り合う。ケルディシュとコロリョフは協力体制を築き、コロリョフが設計部門、ケルディシュが研究部門の指導者として、二人三脚でソ連のロケット開発、宇宙開発を牽引してゆくことになる。
第1研究所ではまず、有翼ロケット製作上の課題に取り組んだ。後にブーリャとして実用化される大陸間弾道弾のために、ケルディシュは弾頭の熱防御、自動制御、弾道学、天測航法の問題を解決する研究の指揮をとり、宇宙開発で重要となる技術開発の基礎を作った。大陸間弾道ミサイルの完成は、ラヴォーチキン設計局やミャスィーシチェフ設計局が中心となって成し遂げられたが、部局間の調整やとりまとめに果たしたケルディシュの役割も大きかったといわれる。1948年頃からは、科学アカデミー数学研究所でケルディシュが部長を務める力学部、後には応用数学部、応用数学研究所で、ロケットや宇宙飛行の力学について重要な計算を行う仕事に着手した。その初期の成果は、多段ロケットの適切な構成と仕様の分析・決定として結実し、コロリョフのR-7ロケットの最終的な構成の決定に役立った。衛星軌道からの弾道降下や、受動的な姿勢安定化機構の研究も行われ、スプートニク計画やヴォストーク計画の成功に貢献した。
ロケットの開発総責任者会議に参画するようになっていたケルディシュは、1954年、コロリョフから人工衛星構想を打ち明けられると、その構想に賛同し、科学アカデミーを人工衛星計画賛成でまとめ上げた。その年の内に、人工衛星計画「オブエクトD」（後のスプートニク3号）を立案すると、翌年には計画を監督する科学アカデミー内の委員会の委員長に就任、人工衛星計画のとりまとめに当たった。オブエクトDの製作は難航し、大幅に機能を縮小した「最も簡易なスプートニク」（スプートニク1号）が先に打ち上げられ、世界初の人工衛星となった。ケルディシュは当初、観測装置を持たず科学的な意義の薄いスプートニク1号に難色を示していたが、スプートニク1号の衛星軌道投入が成功したのは、ケルディシュの指揮で数学研究所応用数学部が人工衛星の課題解決に取り組んだ成果でもあった。また、打ち上げが成功すると、応用数学部で衛星の追跡、軌道予測を行い、電子計算機を用いた軌道決定法を開発した。このことは、後の惑星間探査機でも飛行計画や軌道の決定に活かされた。
ケルディシュは、月・惑星探査にも強い関心を持っており、スプートニク1号の成功を追い風にして、コロリョフと共にソビエト連邦共産党中央委員会から月探査計画の承認を取り付け、ルナ計画が始まった。ケルディシュとコロリョフは、並行して火星・金星へ飛行するための弾道計算にも着手した。ケルディシュとその指揮する数学研究所応用数学部では、宇宙機の弾道設計や航法支援を始めとして、惑星間空間の航行に必要なあらゆる領域での様々な問題に、電子計算機を用いた計算手法の開発も含めて取り組んだ。ケルディシュらが実行した弾道計算は、エレクトロンやプロトンといった人工衛星の運用などにも活かされた。
1959年には、ケルディシュは科学アカデミーにおける宇宙研究に関する全部局科学技術評議会の議長に指名され、ソ連の宇宙科学発展の要として重責を担うことになった。この役目は、後に科学アカデミー総裁に就任して多忙を極めた時期も継続し、マルス計画やベネラ計画における探査機の開発と計画の実現を指揮した。
このように、ケルディシュはソ連の宇宙計画において最も重要な指導者の一人であったが、大陸間弾道ミサイルの配備と密接に関わり、アメリカとの熾烈な宇宙開発競争の核心にあったケルディシュの仕事は機密情報であり、一般に向けては「宇宙航行の主席理論家」としか伝えられなかった。ロケットの開発総責任者会議でしばしばケルディシュと同席したボリス・チェルトクによれば、ケルディシュは、半ば眠った状態で必要な情報を取り込んで考える能力を持っており、会議が議論で長引くと、ケルディシュは目を閉じて黙ってしまうので、皆が彼は眠り込んだと思っていると、やおら目を開けてポイントを突いた反駁や質問をして、周囲を驚かせたという。ケルディシュは、ロケット開発における特段の功績と、ヴォストーク1号による世界初の有人宇宙飛行成功への貢献によって、1961年に2度目の社会主義労働英雄を授与されている。

### 科学アカデミー総裁

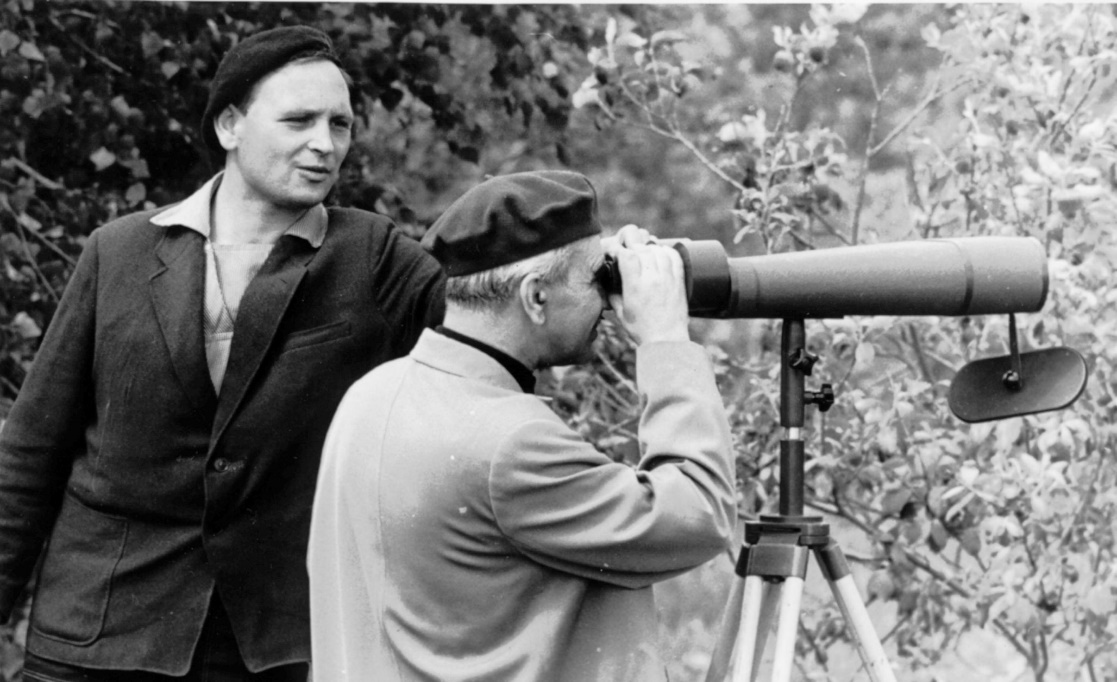
ウラジレン・ミニンの実験を視察するケルディシュ

ケルディシュは、1960年にソ連科学アカデミーの副総裁となり、1961年5月19日には科学アカデミー総裁に就任する。総裁となって間もなく、ケルディシュはソビエト連邦共産党中央委員会委員、ソビエト連邦最高会議代議員にも選ばれている。
ケルディシュが総裁となる前後は、科学アカデミーの大規模な再編が行われた時期であった。ソ連共産党中央委員会幹部会の科学アカデミー批判、更に共産党中央委員会と閣僚会議で科学アカデミーの活動の改善に関する布告がなされ、科学アカデミーから技術研究を切り離し、自然科学と社会科学の発展に集中するものとして再編されることになった。ケルディシュ総裁就任直前の再編で、科学アカデミーの傘下にあった研究所と支部の約半数が国家委員会や官庁の下へ移管され、研究所の減少に伴って予算規模も縮小していた。ケルディシュは、科学アカデミーをソ連の卓抜した学術研究機関として立て直すことを、自らに役割として課していたようである。ケルディシュの視点は、科学アカデミーが基礎科学の研究によって、技術進歩の科学的基盤の確立に積極的に寄与する、というところにあった。
ケルディシュは当初は、再編によって大幅に縮小された科学アカデミー工学部を援助して、国家の技術発展への科学アカデミーの影響力を高め、科学アカデミーの科学的権威を強化することを狙っていた。そのため、工学部が新しい技術の発展にとって重要な問題の研究に取り組むため、傘下の研究所を強化し、新たな研究所の設立を主張した。また、新たに選出されたアカデミー会員の多くを工学部に加えた。しかし、この試みは成功しなかった。1963年、共産党中央委員会と閣僚会議の布告で挙げられた科学アカデミーの主要課題に工学は含まれず、同年に改訂された科学アカデミー規約で定められた部門にも工学部はなく、結局工学部は廃止された。
それ以降、総裁としてのケルディシュは、倹約を旨とし、厳格な指導者として振る舞った。ケルディシュは、財政的な限界や実践的な要請に依拠した規律を重視し、それなしで物事を進めることをよしとしなかった。科学アカデミーの再編を招いた理由の一つが、官僚主義的な組織の膨張で、事務機構が効果的に管理できないくらい複雑化・肥大化したことであり、幹部会でその問題を知っていたケルディシュは、合理的な規模の範囲で継続的な運営をする中で、科学アカデミーの基盤を強化することに主眼を置いた。ケルディシュは、物理学者らが天体望遠鏡や粒子加速器などの大型研究施設に際限なく予算増額を要求することに対して辛辣である一方、外部からの要請に基づく研究所の復帰や新増設にも慎重であった。常に財政難に悩まされていた科学アカデミーにとっては、潤沢な資金を持つ国家委員会や官庁傘下の研究所を取り込むより、研究・指導力によって実質的な影響力を持つ方が合理的であった。アカデミーの競合相手となり得る国家委員会とも、役割分担と連携を進め、研究資金の獲得に務めた。ケルディシュの姿勢は、ソ連の組織指導者としては概ね理にかなったものだったが、「ペレストロイカの父」アンドレイ・サハロフは、科学アカデミーが党中央委員会、国家委員会、官庁の指導する巨大な官僚機構に行政面で依存している事実に大きく作用され、官僚機構の意思を尊重していた、と評している。
結果的には、ケルディシュが総裁であった時期に、再編により縮小した科学アカデミーは緩やかな成長を続けた。1971年までの7年間で、科学アカデミーの資産は2倍になった。ケルディシュは、必要な設備投資については意欲的であり、同じ7年間で科学アカデミーの設備・機械の資産価値は3.5倍に上昇した。科学アカデミーの予算に占める設備投資の比率は、ケルディシュの在職中に9%から22%に上昇し、組織の体質は変化した。
1971年には、ソ連科学の統率者として、科学の発展に多大な貢献をしたことにより、3度目の社会主義労働英雄を授与された。14年間科学アカデミーの総裁を務め、後半生は指導者としての業績が目立つケルディシュだが、60歳の誕生祝の会見では、学術研究の現場を離れ、管理運営の仕事に専念してきたことへの後悔を口にしている。

#### ルイセンコ論争
ソ連科学アカデミーに特徴的な問題の一つは、科学立国を国是としていながら、共産主義思想との親和性から、ともすれば科学発展の足を引っ張る政治からの介入に対し、自治を守ることにあった。そのような問題が表面化した典型的な例の一つが、ルイセンコ論争である。ケルディシュが科学アカデミー総裁を務めた時期に、このトロフィム・ルイセンコによる覇権の終焉に向けた動きがあった。
遺伝学を否定するルイセンコが、農業科学アカデミーを支配しだけでなく、科学アカデミーの遺伝学研究所を乗っ取ったことで、ソ連の生物学は著しく立ち遅れたが、脱スターリン化以降、生物学・遺伝学の正常化へ向けた動きがみえはじめ、1962年には科学アカデミー内に、分子生物学を強化するための学術会議が設置された。しかし、最高指導者フルシチョフの支持を得ていたルイセンコは実権を保っており、ルイセンコ派を批判し生物学の正常化を訴えた「300人の手紙」に署名していたケルディシュも、ルイセンコ派の攻勢を封じることはできていなかった。
1964年、科学アカデミー総会でルイセンコ派のニコライ・ヌージンが正会員候補に指名されたことが発端で、ルイセンコ派と反ルイセンコ派の対立が表面化。その会員選において、サハロフらがヌージン反対の発言を行い、結局ヌージンは落選。ルイセンコは反撃に出るも、間もなくフルシチョフが失脚し、ルイセンコ派は力を失った。その後、ケルディシュは遺伝学の立て直しを支援し、科学アカデミーはルイセンコが所長を務めた遺伝学研究所を解体、反ルイセンコの筆頭だった遺伝学者ニコライ・ドゥビーニンを所長とする一般遺伝学研究所を設立した。

#### 他国との連携
再編により縮小した後も、科学アカデミーが主に担っていた機能の一つが、国外の科学組織との連絡であり、総裁はソ連科学界の代表として、ソ連の影響下にある東側諸国に限らず多くの国を訪問した。総裁職に付随する特権の中で、ケルディシュが特に喜んだのはこの点で、公務で外遊し、国外の優れた科学者と会えることだったという。エジンバラ王立協会の数学者イアン・スネドンは、1965年にケルディシュがエジンバラ王立協会を訪れた際、晩餐会の席で上機嫌で挨拶する様子を書き残している。
ケルディシュは、東側諸国の科学アカデミーの連携強化だけでなく、アメリカやフランスとの協力関係の構築にも力を入れた。アメリカとは、アポロ11号の成功に対する祝電を機に、ケルディシュとアメリカ航空宇宙局 (NASA) 長官トーマス・O・ペインの間で書簡のやりとりが始まった。1970年には、レニングラードで開催された国際宇宙空間研究委員会に参加したNASA副長官ジョージ・ロウ、直後にソ連を訪問した米国科学アカデミー総裁フィリップ・ハンドラーが相次いでケルディシュと会談、宇宙開発でソ連とアメリカが協力する意義を確認し、具体的な協働へ向けた対話を継続することになった。1971年には、長官代行となったロウがモスクワへ招かれ、ケルディシュとの間で具体的な項目を挙げて協力への合意が成立した。これによって、アポロ・ソユーズテスト計画へ向けた米ソ両国の具体的な活動が始まった。1972年には、ハンドラーの招きによって、ソ連科学アカデミー総裁として初めて訪米、宇宙科学と関連の深い大学や研究所を見学している。
なお、1973年には、ケルディシュも署名したソ連科学アカデミー会員のサハロフ批判の書簡が公となり、米国科学アカデミーからケルディシュへ、サハロフ批判を止めるよう警告の電報が送られた。これに対しケルディシュは、非はサハロフにあり米国科学アカデミーの主張は事実無根だとしながらも、「サハロフはいかなる差別にもさらされたことはないし、今もさらされていない。サハロフが科学者として活動する機会は保証されている」と宣言し、両国の協力関係が途絶えることにはならなかった。

### 晩年
激務と、政治との軋轢による心労により疲弊し、またチェーンスモーカーでもあったケルディシュは、晩年は心臓病や慢性血管不全に悩まされた。1973年には、心臓血管外科手術の先駆者であるマイケル・ドゥベイキーがモスクワに招かれ、6時間半に及ぶ手術が行われている。しかし、1975年5月19日、病気による体調の悪化を理由に、ケルディシュは科学アカデミー総裁を辞任した。ケルディシュの辞任は、科学アカデミー250周年記念式典を目前にしたものであった。しかし、本来なら辞任前の1974年に行われるはずだった記念式典は延期となっている。公式にはその理由は、同時期にソヴィエト連邦最高会議の選挙があったからだとされているが、予めわかっている選挙が理由というのは腑に落ちず、別の理由も取り沙汰されている。ヘルシンキ合意を前に、西側の科学者を招くことを嫌った政治の圧力という説もあれば、ケルディシュの病気が原因だとする説もある。
総裁の座から降りた後も、科学アカデミー幹部として活動は続けており、応用数学研究所、熱過程研究所（旧第1研究所）では終生所長を務め、レーニン賞・ソビエト連邦国家賞委員会の委員長も死の年まで務めた。
1978年6月24日、ケルディシュは67歳で亡くなった。遺体は、別荘の車庫にある自家用車の運転席で発見された。死後は国葬に付され、遺灰はクレムリンの壁に埋葬された。

## 栄誉

### 受賞・称号
ケルディシュは、社会主義労働英雄3度（1956年、1961年、1971年）、スターリン賞2度（1942年、1946年）、レーニン賞（1957年）の他にも、数多くの賞に輝いている。レーニン勲章は7度（1945年、1954年に2度、1956年、1961年、1967年、1975年）、労働赤旗勲章は3度（1943年、1945年、1953年）、他にもソ連及び東側諸国において多数勲章を授与されている。更に、国際宇宙航行アカデミーからはダニエル&フローレンス・グッゲンハイム国際宇宙航行賞（1965年）、フランスではレジオンドヌール勲章コマンドゥール（1971年）を授与されている。また、ソ連科学アカデミーからは1976年に、数学・力学・宇宙科学における傑出した業績により、ロモノーソフ金メダルを贈られている。
ケルディシュは、数多くの国で科学アカデミーの正会員や名誉会員に選出されている。東ドイツ、モンゴル、ポーランド、チェコスロヴァキア、ルーマニア、ブルガリア、ハンガリーといった東側諸国だけでなく、アメリカ芸術科学アカデミー外国人名誉会員、エジンバラ王立協会名誉会員、フィンランド・アカデミー名誉会員、国際宇宙航行アカデミー名誉会員にもなっている。また、デリー大学、エトヴェシュ・ロラーンド大学、ラゴス大学、プラハ・カレル大学、インド統計大学などで名誉博士となっている。

### 名祖
月面には、ケルディシュの名前に由来するクレーター・ケルディシュがある。また、1973年に発見された小惑星1973 SQ4も、ケルディシュを記念して(2186) ケルディシュと命名されている。更に、珪酸塩鉱物の一種には、ケルディシュに因んで名付けられた、「ケルディシャイト」という鉱物がある。

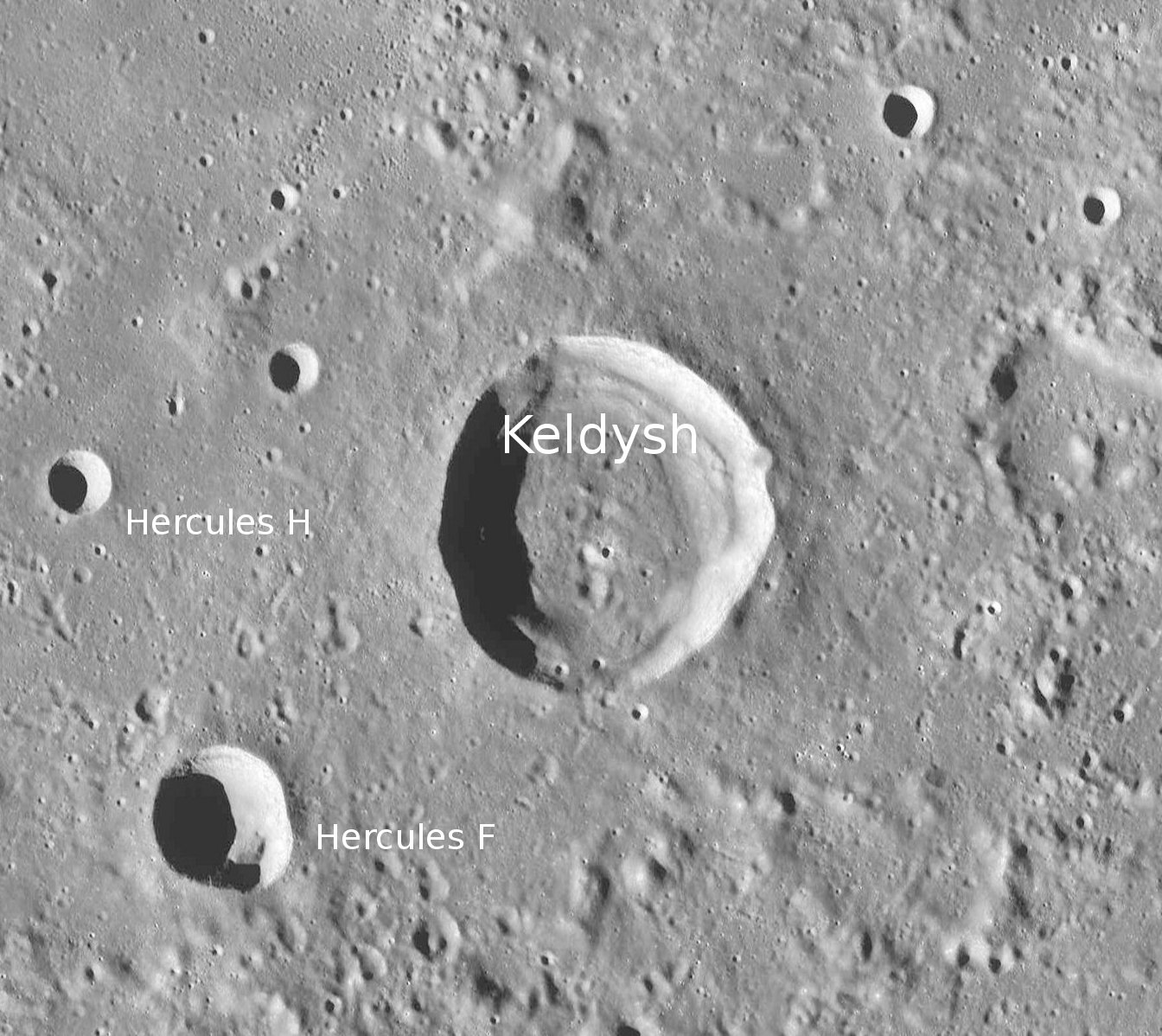
ケルディシュ・クレーター
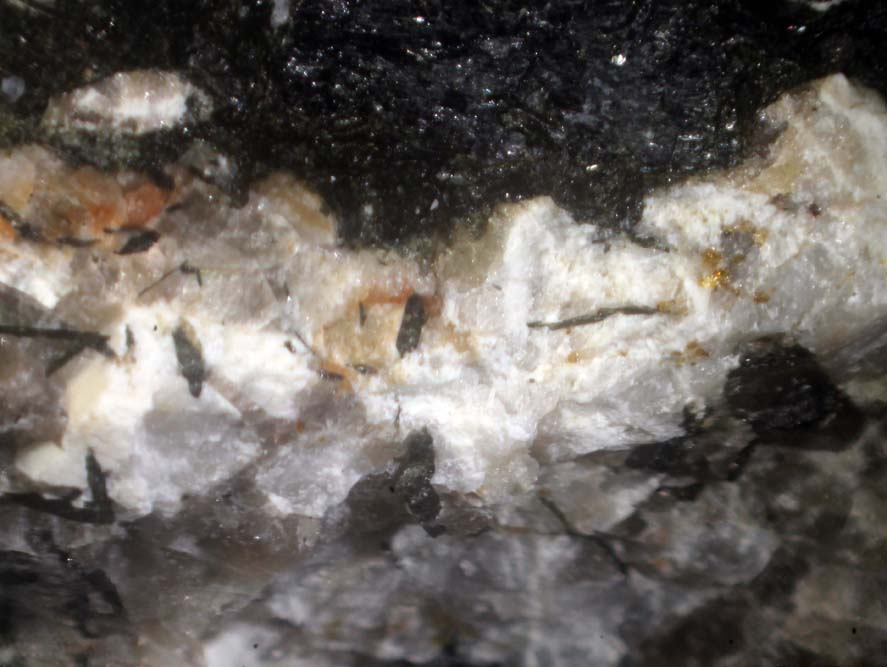
パラケルディシャイト（カタルーニャ語版）

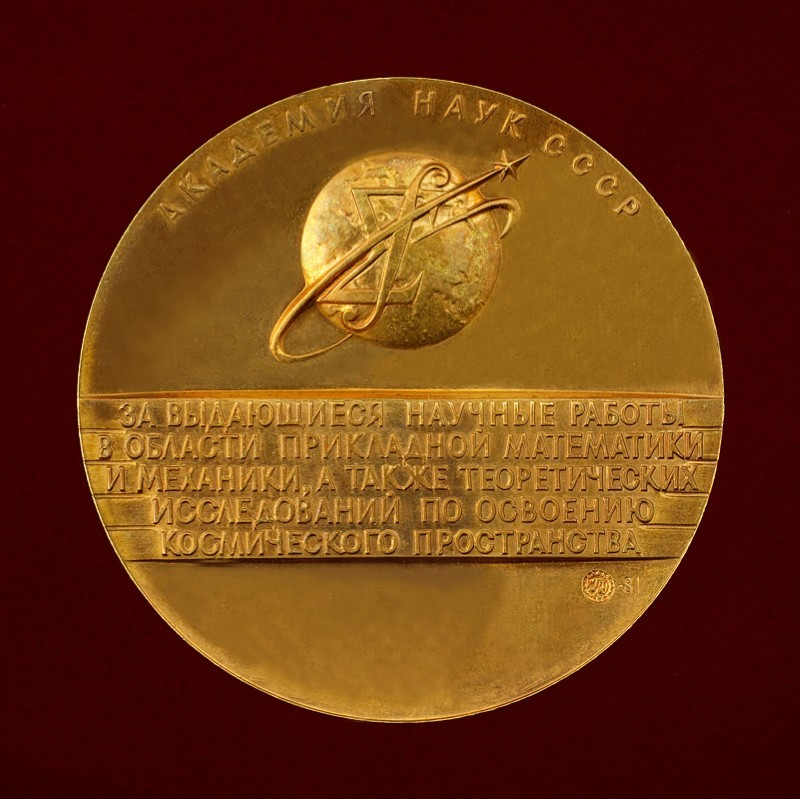
ケルディシュ金メダル

ケルディシュが創設し、終生所長を務めた科学アカデミー応用数学研究所は、ケルディシュの死後、その名を冠して「ケルディシュ応用数学研究所」となった。同様に、ケルディシュが1946年から32年間率いた、第1研究所改め熱過程研究所は、1995年に「ケルディシュ研究センター」と名を改めた。ソ連科学アカデミー（後にロシア科学アカデミー）は、ケルディシュの業績を顕彰し、応用数学・力学分野における優れた業績に対し、ケルディシュ金メダルを贈っている。
1980年に建造された科学アカデミー海洋研究所の海洋調査船は、ケルディシュに因んで「アカデミーク・ムスチスラフ・ケルディシュ」と命名された。同船は深海探査艇「ミール」の母船として運用されており、映画監督ジェームス・キャメロンによる「タイタニック」や「ビスマルク」の調査に用いられた。そのため、映画『タイタニック』の冒頭とラストの舞台となっているほか、ドキュメンタリー映画『ジェームズ・キャメロンのタイタニックの秘密』『海底の戦艦ビスマルク』にも登場する。
また、2010年に就航したアエロフロート・ロシア航空のエアバスA321は、ケルディシュを称えて「M・ケルディシュ」と名付けられている。

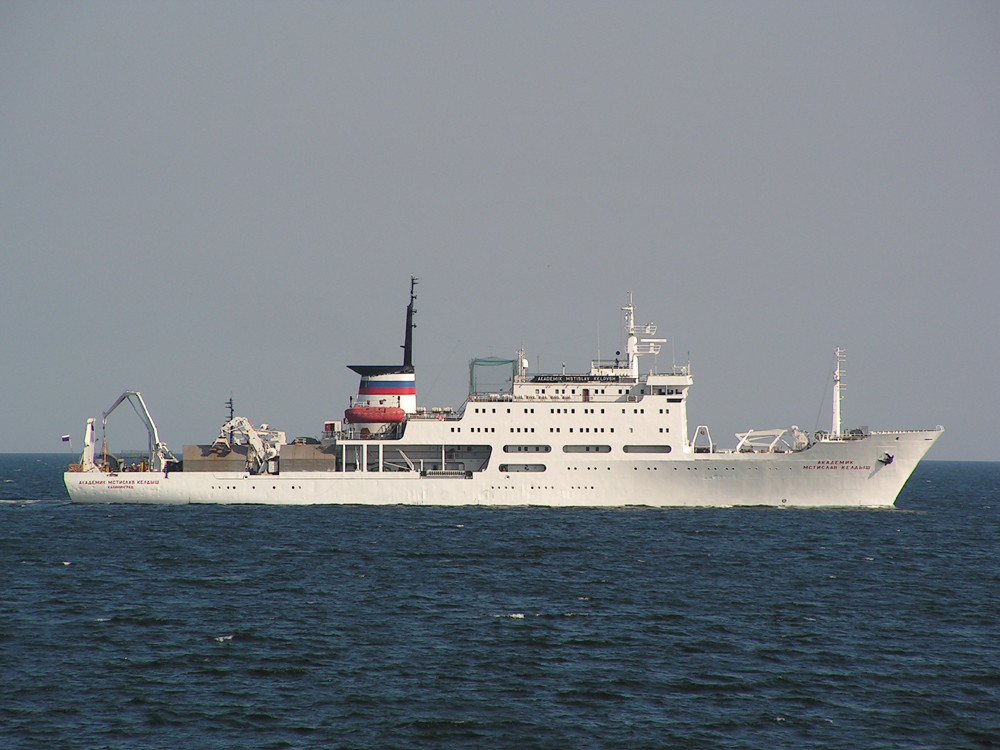
海洋調査船アカデミク・ムスチスラフ・ケルディシュ
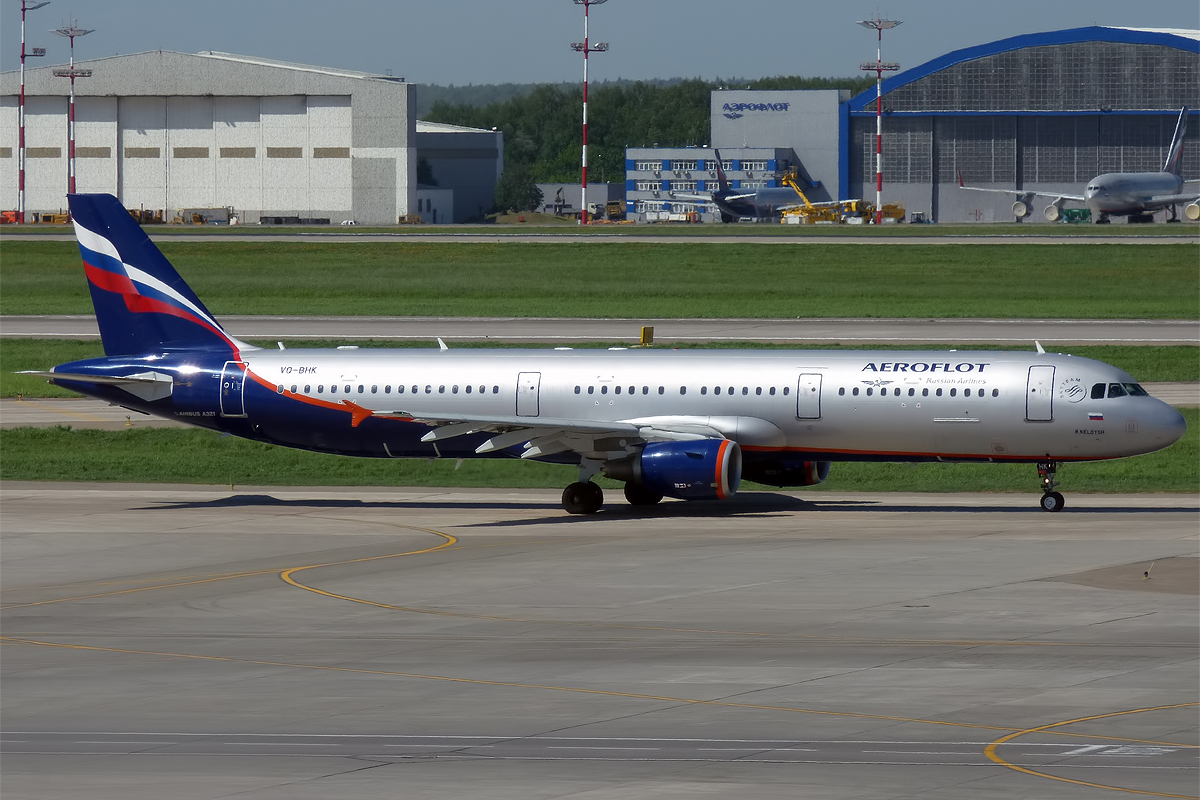
アエロフロート・エアバスA321-211 (VQ-BHK)

### 記念物
モスクワでは、宇宙征服者のオベリスクの南に接する宇宙飛行士通りに、ユーリー・チェルノフ作のケルディシュの石像が設置されている。ケルディシュ応用数学研究所前には、ヴャチェスラフ・クリコフ作の記念碑があり、研究所内にはケルディシュを記念した展示室が設けられている。また、ケルディシュ生誕の地であるラトビアのリガにも、ケルディシュの記念碑が設置されている。
ケルディシュは、ソ連／ロシアで3度、切手の図案となっている。1度目は、海洋調査船アカデミク・ムスチスラフ・ケルディシュの建造を記念した1980年に発行された。主役は調査船の方だが、ケルディシュの肖像と名前、生没年が併せて描かれている。2度目は、ケルディシュ生誕70周年の1981年に発行され、ポスター様式の肖像画が図案化されている。3度目は、ケルディシュ生誕100周年となる2011年に発行され、数学と宇宙開発におけるケルディシュの業績を示す図案となっている。

## 関連文献
- ムスチスラフ・ケルディシュ 編、倉嶋厚 等 訳『ソ連科学の現状とその指標』地人書館、1966年。doi:10.11501/1381752。